# Coriaria angustissima
Coriaria angustissima är en tvåhjärtbladig växtart som beskrevs av Joseph Dalton Hooker. Coriaria angustissima ingår i släktet Coriaria, och familjen Coriariaceae. Inga underarter finns listade i Catalogue of Life.